# Roberto Sales
Roberto da Silva Sales (Rio de Janeiro, 14 de agosto de 1978), é um político brasileiro, filiado ao Partido Social Democrático (PSD). Formado em administração de empresas, cursou pós-graduação em Gestão Governamental e Política Pública. Foi deputado federal e atualmente é secretário de Agricultura, Pesca, Pecuária e Assuntos Portuários no município de São Gonçalo.

## Vida pessoal
De origem humilde, já aos 12 anos Roberto Sales fazia bicos para ajudar em casa. Foi servente de pedreiro, jardineiro, garçom, balconista, camelô, vendedor, empacotador, entre outros ofícios. Porém, em todas essas atividades, jamais deixou de vislumbrar a importância do estudo como uma ferramenta de ascensão social. Com muito sacrifício, formou-se em Administração de Empresas.  No setor privado, ocupou cargos nas áreas de compras, contratos, Recursos Humanos e em meios de comunicação. Desde 1999, mora em São Gonçalo.

## Vida profissional
A política entrou na vida em 2012, quando Roberto Sales disputou uma vaga na Câmara de Vereadores de São Gonçalo. Os 4.004 votos não foram suficientes para lhe alçar ao posto, mas fizeram Sales entender que havia ali mais um caminho para trabalhar em prol do município. Tanto que no ano seguinte recebeu o convite para a Secretaria municipal de Pesca. À frente da pasta, elaborou projetos que beneficiaram não apenas a comunidade de pescadores da cidade como também trouxeram benefícios para a população como um todo. É o caso do programa “Coma peixe, mais barato do que o frango”, que oferece pescado a preços populares. Também elaborou e aprovou a instalação do Mercado Municipal de Peixe e do Complexo Pesqueiro de São Gonçalo. 
Em outubro de 2014, aos 36 anos, foi candidato a deputado federal pelo PRB, sendo eleito com mais de 124 mil votos. Na Câmara Federal, defendeu projetos voltados para os idosos, lutou para que tenham um tratamento diferenciado nos hospitais; e para os jovens, buscando formas de facilitar o acesso ao primeiro emprego. Na Frente Parlamentar de Incentivo à Captação e Doação de órgãos, lançada em outubro de 2015, trabalhou por aumentar o número de transplantes e de doadores - causa muito importante para Sales, já que ele vive com um rim doado por seu pai. 
Em 2016, votou a favor da admissibilidade do processo de impeachment de Dilma Rousseff.
Em 2018, tentou a reeleição à Câmara dos Deputados pelo DEM, mas obteve 14.293 votos e não conseguiu renovar o mandato. Em 2020, se filiou ao PSD e concorreu à Prefeitura de São Gonçalo, recebendo o apoio da bancada bolsonarista e indicando como vice o médico Isac Esteves, ex-diretor do Instituto Vital Brazil. Contudo, testou positivo para a Covid-19 a uma semana da eleição e não pode participar da votação. Terminou a disputa em sexto lugar, com 2,50% dos votos válidos. No segundo turno, declarou apoio à Capitão Nelson (Avante), que acabou eleito e convidou Sales para assumir a Secretaria Municipal de Agricultura, Pesca, Pecuária e Assuntos Portuários.